# Raposo Tavares (Luigi Brizzolara)
Raposo Tavares é uma das duas esculturas monumentais que retratam bandeirantes feitas em blocos de mármore de Carrara e que ornamentam o hall de entrada do Museu Paulista, esculpidas pelo artista plástico Luigi Brizzolara por volta do ano de 1920, no contexto das reformas promovidas por Afonso d'Escragnolle Taunay à época das comemorações paulistas do primeiro centenário da Independência do Brasil. Do lado oposto do hall de entrada, encontra-se a escultura de Fernão Dias Paes Leme; subindo as escadas estão dispostas mais seis estátuas menores de bronze retratando figuras simbólicas do bandeirismo de São Paulo.

## Retrato de um bandeirante
Afonso Taunay descreve o par de esculturas em mármore feito por Luigi Brizzolara como "dois titãs", simbolizando os dois grandes "ciclos do bandeirantismo". Enquanto o primeiro, o de Raposo Tavares, representa o ciclo de caça ao índio e devassa do sertão; e o segundo, o ciclo do ouro e das pedras preciosas, é representado pela figura de Fernão Dias. Como ambos foram responsáveis pelas primeiras conquistas e pela expansão do território brasileiro, as duas esculturas dão início à narrativa no âmbito do chamado "eixo monumental" do museu.

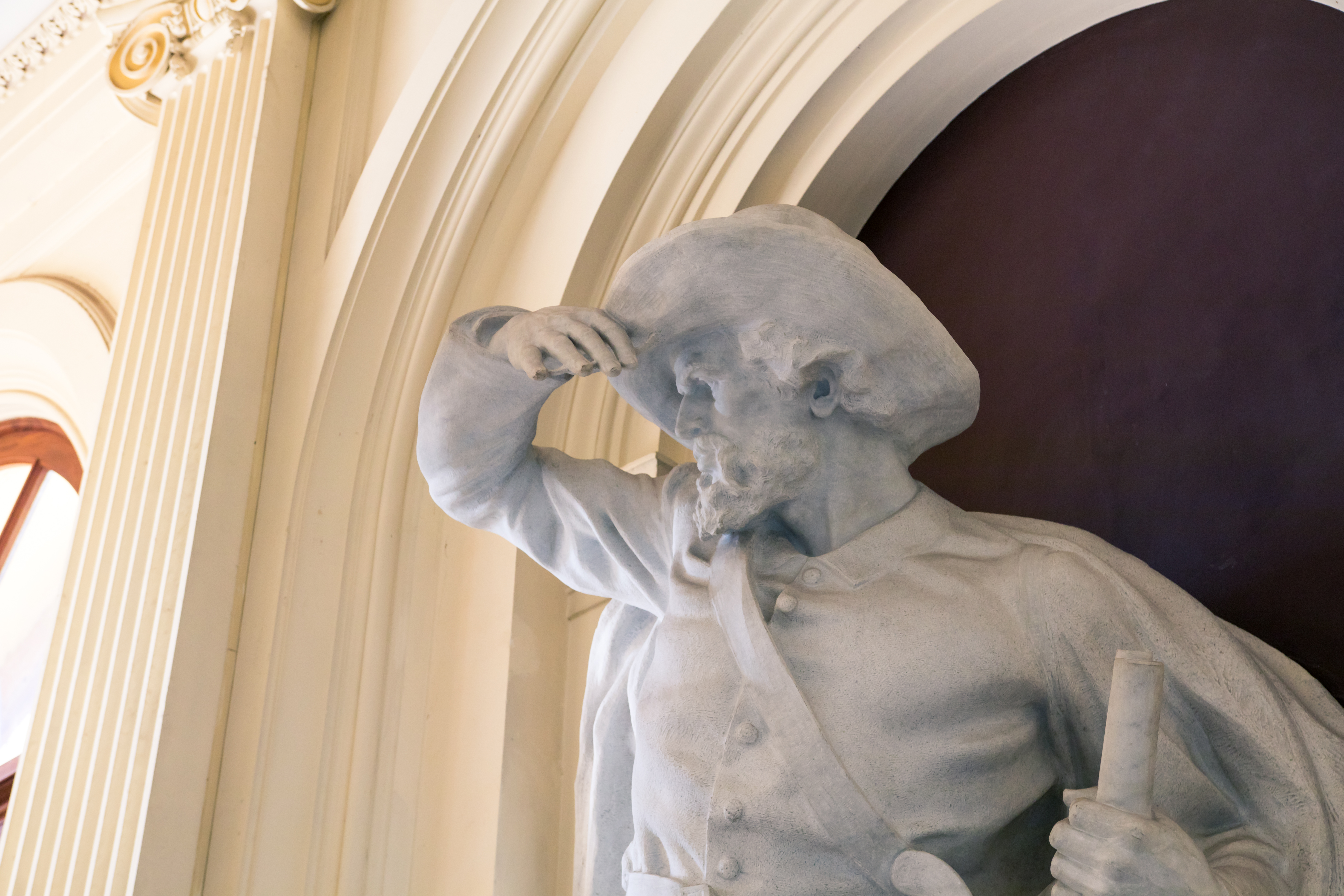
Visão lateral da estátua

| “                             | Está Antônio Raposo Tavares magnificamente caracterizado num gesto de devassador de terras, com braço alçado ao nível dos olhos, como quem explora o horizonte. Fernão Dias, não menos expressivamente, examina um mineral. | ” |
| — Afonso d'Escragnolle Taunay | |   |

## Escultor
Luigi Brizzolara (1868-1937) foi um escultor italiano radicado no Brasil e que obteve sucesso na América do Sul, e em particular na cidade de São Paulo, onde se encontram diversas de suas obras como os bandeirantes “Fernão Dias”, “Raposo Tavares”, no Museu Paulista e o “Anhanguera”, defronte ao Parque Trianon.